# Samariter Schweiz
Samariter Schweiz (bis 2022: Schweizerischer Samariterbund) fördert den Einsatz von Freiwilligen im Rettungs-, Gesundheits- und Sozialwesen. Samariter sorgen dafür, dass Verunfallte und Erkrankte Erste Hilfe und Unterstützung erhalten. Mit spontanen oder ergänzenden Betreuungs- und Pflegeeinsätzen werden Lücken im Netz der Sozialeinrichtungen geschlossen. Samariter Schweiz fördert das Gesundheitsbewusstsein und die Unfallverhütung.
Als «Rotkreuz-Rettungsorganisation» des Schweizerischen Roten Kreuzes (SRK) orientiert sich die Organisation an den sieben Rotkreuzgrundsätzen: Menschlichkeit, Unparteilichkeit, Neutralität,  Freiwilligkeit, Unabhängigkeit, Einheit und Universalität.

## Organisation
In der Schweiz engagieren sich 17'134 Samariter in 835 lokalen Samaritervereinen sowie 2'370 Jungsamariter in 127 Jugendgruppen. Die 24 Kantonalverbände bilden den Verein Samariter Schweiz, der in Olten eine Geschäftsstelle betreibt.

### Zentralorganisation
Die Zentralorganisation besteht aus dem strategisch führenden Zentralvorstand und der operativ tätigen Geschäftsstelle in Olten. Die Zentralorganisation entwickelt die Grundlagen der Samariterarbeit, erarbeitet Ausbildungsprogramme, veranstaltet Kurse (Ausbildung der Ausbildner und Fachausbildung), fördert die Kantonalverbände, erbringt Dienstleistungen für die Samaritervereine, die Kantonalverbände, die Samariter Jugendgruppen und Dritte, macht Öffentlichkeitsarbeit, arbeitet zusammen mit Bundesbehörden und nationalen Organisationen und wirkt im Schweizerischen Roten Kreuz mit.

### Kantonalverbände
Die Kantonalverbände unterstützen die Arbeit der Vereine durch Beratung, Ausbildung, Kommunikation, Koordination und Absprachen mit kantonalen Stellen.

### Samaritervereine
Die Samaritervereine organisieren Bevölkerungskurse, betreuen den Sanitätsdienst bei Veranstaltungen und engagieren sich in der freiwilligen sozialen Hilfe. Dabei arbeiten sie mit Rettungsdiensten und lokalen Behörden zusammen. Ausserdem organisieren sie lokale Blutspendenaktionen, verleihen Krankenmobilien und engagieren sich in der Jugendarbeit.

### Samariter Jugendgruppen
In rund 130 Samariter Jugendgruppen organisieren Freiwillige für Kinder und Jugendliche Übungen rund um das Thema Erste Hilfe. Das Leitmotiv lautet Helfen – Erleben – Lernen – Plausch (Help).

### Zertifizierungen
Samariter Schweiz ist Zewo zertifiziert und damit als gemeinnützig anerkannt. Der Verein erhielt zudem Zertifikate von den Fachorganisationen:
- EduQua: Minimalkriterien für die Qualität von Weiterbildungsanbietern
- Société Générale de Surveillance SA (SGS):.Laienausbildungen und Ausbilder im Rettungswesen
- Interverband für Rettungswesen (IVR): Qualitätsrichtlinien bei den Ersthelferausbildungen der Stufen 1–3
- Swiss Resuscitation Council (SRC): zertifizierte Kursleiter

## Kursangebot
Die Samaritervereine bieten in der ganzen Schweiz Erste-Hilfe-Kurse für Privatpersonen, Firmen sowie spezifische Berufsgruppen an – vom Nothilfekurs für Führerausweiserwerbende über Kurse zu Kindernotfällen bis hin zu individuellen Firmenkursen oder Angeboten für Berufschauffeure.

## Geschichte

### Die Gründung der ersten Samaritervereine
Die Wurzeln der Samariter liegen in den Sanitätstruppen der Armee. 1880 wurde der Militärsanitätsverein Bern gegründet. Dessen Präsident, Feldweibel Ernst Möckly, war beeindruckt vom Erfolg des Buches «Samariterschule», das der deutsche Arzt und Kriegschirurg Friedrich von Esmarch verfasst hatte. Esmarch hatte 1882 in Kiel erste Samariterkurse durchgeführt und den Deutschen Samariter-Verein ins Leben gerufen.
1884 veranstaltete Ernst Möckly in Bern den ersten Samariterkurs in der Schweiz, den der Arzt Robert Vogt leitete. Nach einem zweiten Kurs wurde 1885 in Bern der erste Samariterverein gegründet. Bald wurden auch in anderen Ortschaften Samariterkurse durchgeführt, aus denen meist ein neuer Samariterverein entstand. 1888 schlossen sich in Aarau die ersten 14 Samaritervereine zum Schweizerischen Samariterbund (SSB) zusammen. Vogt wurde der erste Zentralpräsident und Möckly der erste Vizepräsident.
Von Beginn weg suchte der Verein die Verbindung zum Schweizerischen Roten Kreuz (SRK). Schon 1888 entstand eine erste Vereinbarung zwischen den beiden Organisationen. Diese Verbindung besteht bis heute. Zusammen mit der SLRG, dem SMSV und mit Redog stellt Samariter Schweiz eine der vier Rettungsorganisationen des SRK. Deshalb orientieren sich die Samariter bei ihrem Handeln auch an den sieben Rotkreuzgrundsätzen.

### Das Samariterwesen in der Zeit der Industrialisierung
Das 19. Jahrhundert war auch in der Schweiz die Zeit der Industrialisierung. Mit dem Fortschritt der Industrialisierung wurden in den neu entstandenen Fabriken vermehrt Maschinen eingesetzt. Zudem nahm der Verkehr auf den Strassen (damals noch mit Pferdefuhrwerken) und mit der Bahn zu. Diese Entwicklungen brachten neue Unfallgefahren mit sich und die Unfälle mit menschlicher Beteiligung nahmen stark zu.
1877 trat in der Schweiz das Fabrikgesetz in Kraft, das dem Schutz der Arbeiter diente. Mussten manche zuvor 16 bis 18 Stunden pro Tag arbeiten, beschränkte das Fabrikgesetz die tägliche Arbeitszeit auf höchstens 11 Stunden. Dadurch hatten die Arbeiter mehr Freizeit. Die ersten Vereine entstanden: Turnvereine, Musikgesellschaften, Chöre und eben auch die ersten Samaritervereine.
Die Medizin machte zwar in der gleichen Zeit grosse Fortschritte, aber die Zahl der Ärzte war noch sehr gering. In abgelegenen Gebieten gab es häufig gar keine Ärzte und die Menschen mussten sich selbst zu helfen wissen. Zu diesem Zeitpunkt übernahmen die Samaritervereine mit ihren Bevölkerungskursen eine zentrale Aufgabe.
Schon sehr früh interessierten sich viele Frauen für die Samariterarbeit und 1887 wurde in Bern der erste Samariterinnenverein gegründet. Die Samariterinnen boten auch andere Kurse an, wie Krankenpflege zu Hause oder Mütter- und Säuglingspflege.

### Erster und Zweiter Weltkrieg und die Zeit danach
Bis 1914 verbreiteten sich die Samaritervereine vor allem in der Deutschschweiz. In der Zeit der beiden Weltkriege entstanden jedoch auch in der französischen und italienischen Schweiz viele neue Vereine. 1944 zählte der Samariterbund bereits 1160 Samaritervereine mit mehr als 50'000 Samaritern. Den Höchststand erreichten die Samariter im Jahr 1977 mit 66'794 aktiven Mitgliedern.

### Samariterjugend
Seit 1968 haben auch die jungen Samariter mit der Help-Samariterjugend eine eigene Organisation. Inspiriert vom Deutschen Jugendrotkreuz wurde damals in Basel eine erste Gruppe von jungen Samaritern gegründet. 1996 wurde die Zusammenarbeit der Jugendgruppen des Schweizerischen Samariterbundes und des Schweizerischen Roten Kreuzes beschlossen. Stand Ende 2021 gibt es in der Schweiz 127 Help-Samariterjugend-Gruppen mit mehr als 2'000 aktiven Mitgliedern.

### Kurse und Schulungen
Seit 1965 gibt es den Nothilfekurs. Im Jahr 1977 wurde dieser für Fahrschüler obligatorisch. 1993 lancierten die Samaritervereine die ersten CPR-Bevölkerungskurse (CPR = Cardio Pulmonale Reanimation = Herz-Lungen-Wiederbelebung).
Das Kursangebot der Samariter wurde laufend ausgebaut.

### Die Entwicklung des Samariterwesens bis heute
Zu den traditionellen Aufgaben der Samaritervereine zählen die Postendienste bei Sport- und anderen Anlässen oder sie organisieren Blutspendenaktionen. Zahlreiche Vereine bieten auch Krankenmobilien, wie Krankenbetten, Krücken oder ähnliche Hilfsmittel zur Ausleihe an. Die Tätigkeiten der Samariter haben sich seit den Anfängen in den Grundsätzen nicht verändert. Der Name änderte allerdings im Jahr 2022 von Schweizerischer Samariterbund (SSB) auf Samariter Schweiz.